# Ctenochasmatinae
De Ctenochasmatinae zijn een groep uitgestorven pterosauriërs behorend tot de Pterodactyloidea.
In 1928 benoemde baron Ferenc Nopcsa een onderfamilie Ctenochasmatinae.
De eerste definitie als klade werd in 2014 gegeven door Brian Andres, James Michael Clark en Xu Xing: de groep bestaande uit Ctenochasma elegans Wagner 1861 en alle soorten nauwer verwant aan Ctenochasma dan aan Gnathosaurus subulatus Meyer 1834.
De Ctenochasmatinae behoren tot de Ctenochasmatidae en zijn wellicht de zustergroep van de Gnathosaurinae. Ze bestaan uit soorten uit het Laat-Jura en Krijt die zich voedden door prooidiertjes uit het water te filteren met een zeef van talrijke dunne tanden.